# Роксет
„Роксет“ е шведска поп група, състояща се от Мари Фредриксон (вокали и клавиши) и Пер Гесле (вокали и китара). Създадена през 1986 г., групата постига успех с международно значение в края на 80-те, когато издава втория си студиен албум Look Sharp! (1988). Третият им албум Joyride, който излиза през 1991 г., също става толкова успешен, колкото и предшественика си. „Роксет“ постигат успех и в международните класации за сингли, където в Топ 40 във Великобритания попадат 19 техни сънгъла, както и няколко такива в „Билборд Хот 100“ в САЩ, включително 4 като №1 – The Look, Listen to Your Heart, It Must Have Been Love (включен в музиката към филма Хубава жена) и Joyride. Други техни хитове включват Dressed for Success, Dangerous и Fading Like a Flower.
Преди да се обединят, за да сформират група, Мари Фредриксон и Пер Гесле вече са утвърдени артисти в Швеция, тя издава редица солови албуми, а той е водещ певец и автор на песни на Гилен Тайдър, група която има три албума номер едно. По съвет на управляващия директор на звукозаписната компания, с която работят, двамата записват песента Neverending Love, която се превръша в хит сингъл в Швеция.
След издаването на Don't Bore Us - Get to the Chorus! Roxette's Greatest Hits, запис с най-големите хитове на групата, „Роксет“ правят пауза в кариерата си, преди да се завърнат с албумите Have a Nice Day (1999) и Room Service (2001). В същото време дуото продължава да постига усех в класациите за сингли, главно в Европа и Латинска Америка, където печелят различни златни и платинени награди до началото на новото хилядолетие. През 2002 г. „Роксет“ спират да записват музика и да правят концерти, поради това, че Мари Фредриксон е диагностицирана с мозъчен тумор. Пер Гесле продължава да издава солови албуми и се събира отново с Гилен Тайдър, преди „Роксет“ отново да излязат на сцената за първи път от осем години, през 2009 г., по време на турнето European Party Crasher. През 2011 г. „Роксет“ издават Charm School – първият си студиен албум от десет години, последван от Traveling от 2012 г. Последният студиен албум на групата, е Good Karma, който излиза през 2016 г. Мари Фредриксон умира 9 декември 2019 г., на 61-годишна възраст, след дълга битка с мозъчен тумор, а групата е разформирована скоро след нейната смърт. През 2021 година Пер Гасле създава нова група PG Roxette. Тази група има нова вокалиска Лена Филипсън. Новата група има турне в Австралия и Южна Африка.
Техните песни Listen to Your Heart и It Must Have Been Love продължават да бъдат много често излъчвани в радиоефира, като и двата сингъла получават награди през 2014 г. от организацията за права на изпълнение в Съединените щати, за постигане на пет милиона радиоизлъчвания. „Роксет“ са продали около 75 милоина записи по целия свят, с над 10 милиона сертифицирани бройки в Германия, САЩ и Великобиратния, постигайки златни и платинени сертификати за Joyride и Look Sharp! в трите региона, а това ги прави втората най-добре продавана музикална група от Швеция, след АББА.

## История

### Хитовите балади
Пер и Мари се познават години, преди да запишат нежната „Neverending Love“, през пролетта на 1986 г. Но и двамата определят работата по парчето като „чисто хоби“, поставяйки на първо място соловите си кариери. Това важи най-вече за Мари, която по това време е една от най-успешните певици в Швеция. В това време групата на Пер „Gyllene Tider“ се разпада и това влошава кариерата му на певец и създател на песни. Магическата формула се оказва горчиво-сладкият глас на Мари, който го връща към музикалната сцена.
Отначало двамата разкриват много малка част от потенциала си като музиканти. Но след изпълненията на бавните, прочувствени и просълзяващи балади, „Роксет“ си спечелват място в сърцата на милиони хора по света. „Аз просто желаех да свиря поп... повече от всякога!“, споделя Пер ентусиазирано. Първите сингли на групата са с абсолютно поп звучене, което ги прави изключително популярни. Всичко се променя, когато И Ем Ай, Германия отправя предложение към Мари и Пер да запишат разтърсваща коледна мелодия. Емблематичната „It Must Have Been Love (Christmas For The Broken Hearted)“ идва точно навреме – следва първо място в класациите, но песента не е издадена в Германия.
Нещата се променят напълно, когато на бял свят се появява заразителният припев на песента „The Look“. Парчето става номер едно в почти всяка една класация през 1989 г. „Роксет“ вече знаят отговора на въпроса „What in the world can make a brown-eyed girl turn blue?“ („Какво може да натъжи едно момиче с кафяви очи?“). Отговорите идват с тоталните хитове – „Listen To Your Heart“ и „It Must Have Been Love“, като втората песен е включена веднага в саундтрака на успешния филм Хубава жена.

### Поп хитовете
Катализатор за успеха на ритмичните поп хитове на „Роксет“ определено е демо записа на парчето „The Look“. В изблик на вдъхновение продуцентът Кларънс Йоферман и програмният директор Андерс Херлин започват нова серия записи под мотото „мисли различно“. Дните се превръщат в нощи, сесиите са изморителни, но окончателната версия на „The Look“ е смайващо добра. Следват парчетата „Dressed For Success“ и „Dangerous“. „Роксет“ усещат, че това е тяхното звучене.
В края на 80-те Мари и Пер са вече световноизвестни и трупат мултимилионни хитове. Сензация в класациите е и по-твърдото заглавие „Joyride“. Това е и първото номер едно парче на групата в САЩ. Звученето се запазва и в следващите „The Big L.“ и „Church Of Your Heart“. Албумът Joyride излиза през пролетта на 1991 г. и е доста по-солиден като звучене от първия. Следват няколко челни места в класациите и групата се оттегля за кратка почивка преди да се заеме с нови записи в студио.
Мари и Пер се завръщат триумфално в началото на 1994 г., когато излиза албумът им Crash! Boom“! Bang!. Тотален хит става първият сингъл от албума – „Sleeping In My Car“. Силните и завладяващи вокали на Мари и изтънчената китара на Пер са доказателство за дългия път на дуото от първите успехи с The Look през 1988 г. В този албум стилово се откроява песента „Run To You“, която завладява безапелационно радио ефира в Европа.

## Дискография

### Студийни албуми
- Pearls of Passion (1986)
- Look Sharp! (1988)
- Joyride (1991)
- Tourism (1992)
- Crash! Boom! Bang! (1994)
- Have a Nice Day (1999)
- Room Service (2001)
- Charm School (2011)
- Travelling (2012)
- Good Karma (2016)

### Компилации
- Rarities (1995)
- Don't Bore Us, Get to the Chorus! Roxette's Greatest Hits (1995)
- Baladas en español (1996)
- The Ballad Hits (2002)
- The Pop Hits (2003)
- A Collection of Roxette Hits: Their 20 Greatest Songs! (2006)
- The Rox Box/Roxette 86–06 (2006)
- Roxette XXX – The 30 Biggest Hits (2014)
- The RoxBox!: A Collection of Roxette's Greatest Songs (2015)

### Ремикс албуми
- Dance Passion: The Remix Album (1987)

### Live албуми
- Live: Travelling the World (2013)

### Видео албуми
- Sweden Live (1989)
- Look Sharp Live (1989)
- The Videos (1991)
- Live-Ism (1992)
- Don't Bore Us, Get to the Chorus! – Roxette's Greatest Video Hits (1995)
- Crash! Boom! Live! (1996)
- All Videos Ever Made & More! The Complete Collection 1987 – 2001 (2001)
- Ballad & Pop Hits – The Complete Video Collection (2003)
- Live: Travelling the World (2013)
- Roxette Diaries: The Private Home Videos 1987 – 1995 (2016)
- Roxette – Boxette (2018)

## Турнета
- Rock Runt Riket Swedish Tour (с Eva Dahlgren и Ratata) (1987)
- Look Sharp '88! Tour Swedish Tour (1988)
- Look Sharp Live! European Tour (1989)
- Join the Joyride! World Tour (1991/92)
- Join the Summer Joyride – European Tour (1992)
- Crash! Boom! Bang! World Tour (1994/95)
- Room Service Tour (2001)
- Night of the Proms (2009)
- The Neverending World Tour (2009/16)
- Per Gessle's Roxette – European Tour (2016/18)

## Награди
- 1988 шведски Грами – Композитор на годината (Look Sharp, Жизел)
- 1989 МТВ видео награда (САЩ): Най-добро видео (The Look)
- 1989 Сребърена БРАВО Ото (Германия): Най-добра международна поп група
- 1990 Goldene Europa (Германия): Най-добра международна поп група
- 1990 Бронзова БРАВО Ото (Германия): Най-добра международна поп група
- 1990 BPI награда (Великобритания): Най-добра международна поп група
- 1991 МТВ видео награда (САЩ): Най-добро видео (Joyride)
- 1991 австралийските музикални награди (Австралия): Най-добра международна поп група
- 1991 Сребърен БРАВО Ото (Германия): Най-добра международна поп група
- 1991 шведски Грами – поп група на годината (Joyride)
- 1992 Златен БРАВО Ото (Германия): Най-добра международна поп група
- 1992 Юно награда (Канада): номинация – Най-продаван сингъл на чужда група
- 1999 Фоно музикални награди (Европа) за „Wish I Could Fly“, както и Европейският Airplay No.1 хит
- 2000 WMA – най-продаваната скандинавска група
- 2003 WMA – най-продаваната скандинавска група